# Margaretha Kirch
Margaretha Kirch (née vers 1703, décédée après 1744) est une astronome prussienne.

## Jeunesse
Elle est la fille des astronomes Gottfried Kirch et Maria Winkelmann et la sœur de Christfried Kirch et de Christine Kirch. Les deux sœurs font des études d'astronomie et travaillent comme assistantes de leurs parents et, plus tard, de leur frère.
Peu de détails sont connus sur sa vie. Elle a sept ans quand son père meurt. Elle ne s'est jamais mariée. Comme sa sœur, elle apprend l'astronomie à l'âge de 10 ans, et toutes deux aident d'abord leur frère Christfried dans ses observations. Margaretha fait ensuite des observations de la météo et du ciel étoilé, qu'elle consigne dans un journal d'observation météorologique.[réf. souhaitée]

## Travail à l'Observatoire de Berlin
En 1716, Christfried Kirch accepte un poste permanent en astronomie à l'Académie des sciences de Berlin et à l'Observatoire de Berlin. Ses deux sœurs et sa mère travaillent avec lui à l'Observatoire de Berlin. Les deux sœurs sont assistantes et effectuent les observations astronomiques et les calculs des éphémérides planétaires.
Après que la comète C/1743 X1, déjà connue depuis novembre 1743, a dépassé le soleil, Margaretha observe et dessine le 5 mars 1744 une division striée de la queue de la comète, aussi observée deux jours après par les astronomes Joseph-Nicolas Delisle et Gottfried Heinsius à Saint-Pétersbourg. Ces observations sont plus tard  considérées comme une confirmation d'une observation du 9 mars par Jean-Philippe de Chéseaux à Lausanne qui déroutait les astronomes et était la seule évidence connue de ce phénomène à l'époque,. Une gravure sur cuivre représentant ce phénomène vu de Berlin le 7 mars (probablement par Margaretha) présente des caractéristiques qui ne sont pas visibles ailleurs.
Comme sa mère et sa sœur, Margaretha n'a jamais reçu de reconnaissance officielle de ses activités à l'observatoire.